# (7313) Pisano
(7313) Pisano es un asteroide perteneciente al cinturón de asteroides, descubierto el 24 de septiembre de 1960 por Cornelis Johannes van Houten en conjunto a su esposa también astrónoma Ingrid van Houten-Groeneveld y el astrónomo Tom Gehrels desde el Observatorio del Monte Palomar, Estados Unidos.

## Designación y nombre
Designado provisionalmente como 6207 P-L fue nombrado Pisano en honor a la familia de escutores italianos: Nicola Pisano combinó en sus obras el arte románico italiano con el estilo gótico francés. Entre sus obras se encuentran los púlpitos del Baptisterio de Pisa y la cúpula en Siena, la fuente de Perugia y tumbas en Bolonia. Giovanni Pisano, hijo de Nicola, su trabajo se puede ver en Siena, Pisa y Padua. Andrea Pisano creó la puerta del bronce del Baptisterio de Florencia.

## Características orbitales
Pisano está situado a una distancia media del Sol de 2,574 ua, pudiendo alejarse hasta 2,746 ua y acercarse hasta 2,402 ua. Su excentricidad es 0,066 y la inclinación orbital 2,574 grados: emplea 1508 días en completar una órbita alrededor del Sol.

## Características físicas
La magnitud absoluta de Pisano es 15,1.Está asignado al tipo espectral.